# Europastraße 932
Die Europastraße 932 (kurz: E 932) ist eine italienische Europastraße, die vom Ortsteil Buonfornello der Stadt Campofelice di Roccella am Tyrrhenischen Meer über Scillato, Caltanissetta und Enna nach Catania in der Nähe der Küste zum Golf von Catania führt. Sie verläuft ausschließlich auf Sizilien. Die E 932 weist eine Länge von 152 km auf und verläuft in den Freien Gemeindekonsortien bzw. Metropolitanstädten Palermo, Caltanissetta, Enna und Catania.
Der Beginn der Europastraße liegt an dem Abzweig der Autobahnen A19/A20. In einer West-Ost-Beziehung verläuft auf diesen Straßen die E 90. Mit der A19 zweigt davon die E 932 in südlicher Richtung ab und folgt in etwa dem Verlauf des Flusses Imersa Settentrionale, der nördlich des Autobahndreiecks in das tyrrhenische Meer mündet. Bei Scillato durchquert die E 932 einen kleinen Teil des Parco delle Madonie. Zwischen Caltanissetta und Enna wird die E 932 über den großen Viadukt des Ponte Morello geführt. Durch das Tal des Dittaino führt die E 932 dann in östlicher Richtung über Catenanuova weiter. Nachdem der Simeto gequert wurde, erreicht die E 932 schließlich das Autobahnkreuz Catania-Sud mit dem Raccordo autostradale 15 bzw. der E 45 zum Flughafen Catania-Fontanarossa.